# Pussy
A Pussy a Rammstein együttes Liebe ist für alle da című albumának kislemeze. A zenéhez videóklip is készült.
A pussy kifejezést az angol nyelv használja két értelemben is: a nőket kissé lekezelően így is szokták nevezni: pussycat (kb. cicababa). Más értelemben a pussy a 'puncit' jelenti. Az együttes a klipben a pussynek mindkét értelmét felhasználja, mivel szinte csak félmeztelen nőket mutogatnak, és a refrénben is ez a szó hangzik el.

## A videóklip
A klip egy szőke táncosnővel kezdődik a „Rammstein Pussy” kiírással. A klip során az első tag akit bemutatnak az az énekes, Till Lindemann „as The Playboy”. Miközben újságot olvas feltűnik neki a takarító nő feneke, majd a nő elindul felé és már egybe is kapnak. A második tag a dobos, Christoph Schneider „as CEO” Egy irodában az asztala előtt ül és egy titkárnő jegyzetel, majd elkezd szexuális pózokat mutogatni CEO-nak. Először ez őt még nem nagyon érdekli, de utána a nő elkezdi hívogatni mutogatással, és ez sikerült is neki. A harmadik tag az a szólógitáros, Paul (Heiko) Landers „as The Cowboy” Ebben a jelenetben Paul cowboynak van öltözve, és pénzzel telerakva egy cowgirlt levetkőztet. A negyedik tag a basszusgitáros, Oliver Riedel „as Mr Pain” Itt Riedel egy gumi öltözékben van lekötözve. A prostituált különféle erotikus kínzási módokat hajt rajta végre. Az ötödik tag a szólógitáros, Richard Zwen Kruspe (Bernstein) „as Partyboy” Richard a szobájába belépve, és egy "PUSSY on DUTY" feliratú szoba üzenetet hagyva maga után egy bőröndöt cipel magával, és mikor kinyitja egy szőke nő tűnik föl 2 pomponnal a kezében, majd elkezdik egymást levetkőztetni. Az utolsó hatodik tag a billentyűs, (Christian Lorenz) FLAKE „as Heeshie” Itt furcsa módon Flake egy szőke hermafroditának van kifigurázva, és egy másik szőke nővel folytat leszbikus tevékenységeket. Ezek után láthatjuk, hogy a német zászlóval a háttérben az énekes kétszer is kikiáltja azt, hogy "Germany!" (Németország!) Közben egy nő felveszi videóra, ahogy onanizál. Ekkor az énekes sok mikrofon előtt, „mintha beszédet tartana” kétszer is elismétli a refrént, és közben a német zászlót lobogtatja. Végül mind a hatan közösülnek a prostituáltakkal.

## Történet
A klipet az együttes a svéd filmrendezővel, Jonas Åkerlunddal közösen készített, aki többek között már a Metallica-val, Madonnával, a U2-val, Pinkkel és a Prodigyvel is dolgozott együtt. A clip hossza 3:57
A Liebe ist für alle da lemez beharangozó dalának, a Pussynak a klipje a Visit-x.net internetes szexoldalon debütált 2009. szeptember 16-án. A videóban (melytől a kiadó és a médiumok mereven elzárkóztak) láthatjuk, ahogy a zenekar tagjai különböző módokon szexuális aktust folytatnak prostituáltakkal.
Akik azt hitték, hogy a Mann gegen Mann videóklip és a Bück dich koncertfelvétel után a Rammstein már nem tud provokatívabb, pofán köpősebb anyaggal előállni a világról és az emberekről, az nagyot tévedett. Nem is csoda, hogy a videó premierje nem egy zenei csatornán debütált 22 órakor, hanem egy amatőr pornóoldalon. Bár a klip első felében csupasz női melleket is alig látni, a végére szépen behozzák a lemaradást, és az alapvető pornóelemeket közvetlenül az arcunkba kapjuk.
Arról nem szóltak a hírek, hogy a zenei csatornák milyen formában fogják majd leadni a képkockákat, de már a YouTube videómegosztóról is száműzték a frissen feltöltött videót.
A dal szövege miatt a német anyukák már akkor felháborodásukat fejezték ki a Bild (bulvár) napilapnak, amikor még meg sem jelent hozzá a klip.